# Yvonne Reynders
Yvonne Reynders (ur. 4 sierpnia 1937 w Schaerbeek) – belgijska kolarka torowa i szosowa, sześciokrotna medalistka torowych i siedmiokrotna medalistka szosowych mistrzostw świata.

## Kariera
Pierwszy sukces w karierze Yvonne Reynders osiągnęła w 1959 roku, kiedy na szosowych mistrzostwach świata w Zandvoort zdobyła złoty medal w wyścigu ze startu wspólnego. Sukces ten Belgijka powtórzyła trzy razy: na MŚ w Douglas (1961), MŚ w Ronse (1963) oraz MŚ w Nürburgu (1966). Ponadto zdobyła w tej konkurencji jeszcze trzy medale: srebrne podczas MŚ w Salò (1962), gdzie wyprzedziła ją tylko jej rodaczka Marie-Rose Gaillard i podczas MŚ w Lasarte-Oria (1965), gdzie uległa jedynie Elisabeth Eichholz z NRD, a na MŚ w Ostuni (1976) była trzecia za Holenderką Keetie van Oosten-Hage i Włoszką Luiginą Bissoli. Równocześnie Reynders startowała w kolarstwie torowym. Pierwszy sukces w tej dyscyplinie odniosła w 1961 roku, zwyciężając w indywidualnym wyścigu na dochodzenie podczas mistrzostw świata w Zurychu. W konkurencji tej najlepsza była także na mistrzostwach świata w Paryżu w 1964 roku i rozgrywanych rok później mistrzostwach w San Sebastián. Ponadto w tej konkurencji trzykrotnie zajmowała drugie miejsce: na MŚ w Mediolanie (1962), MŚ w Liège (1963) oraz MŚ we Frankfurcie (1966), za każdym razem przegrywając tylko z Brytyjką Beryl Burton. Kilkakrotnie zdobywała medale szosowych mistrzostw świata, w tym trzy złote, ale nigdy nie wystąpiła na igrzyskach olimpijskich (kobiety zaczęły rywalizację olimpijską w kolarstwie w 1984 roku). Wygrała także wiele wyścigów szosowych, głównie w Belgii i Holandii.